# Dactyloptena orientalis
Dactyloptena orientalis är en fiskart som först beskrevs av Cuvier 1829.  Dactyloptena orientalis ingår i släktet Dactyloptena och familjen Dactylopteridae. Inga underarter finns listade i Catalogue of Life.